# Oberschwäbische Keltenstraße
| Oberschwäbische Keltenstraße | Oberschwäbische Keltenstraße                                                    |
| ---------------------------- | ------------------------------------------------------------------------------- |
| Land:                        | Deutschland                                                                     |
| Bundesland:                  | Baden-Württemberg                                                               |
| Region:                      | Oberschwaben                                                                    |
|                              | Landkreise Sigmaringen und Biberach, zwischen Mengen und Kirchberg an der Iller |
| Eingerichtet:                | 2014                                                                            |
| Thema:                       | Kultur, Archäologie und Religion der Kelten                                     |
| Verlaufsrichtung:            | West-Ost                                                                        |
| Beginn:                      | Mengen                                                                          |
| Höchster Punkt:              | Bussen                                                                          |
| Ende:                        | Kirchberg an der Iller                                                          |

Die Oberschwäbische Keltenstraße ist eine 2014 eröffnete Ferienstraße als GPS-Tour in Oberschwaben zum Thema Kelten.

## Konzeption
Die Route führt mit Hilfe von GPS-Koordinaten an Orte, wo man Reste der keltischen Kultur fand. Die Strecke führt zu Viereckschanzen, Depots und Fliehburgen dieser Zeit. An jeder Station ist eine Box hinterlegt, die Informationen zum jeweiligen Ort enthält. Darüber hinaus findet man in der Box eine Beschreibung der Kultur mit einem jeweils anderen Thema von fiktiven, keltischen Figuren erzählt. Die Route beginnt beim Mengener Ortsteil Ennetach auf dem Ennetacher Berg, dem Platz des ehemaligen Römer-Kastells, wo sich heute ein archäologischer Rundweg befindet. Das Ende der Route befindet sich bei Kirchberg an der Iller.

## Verlauf

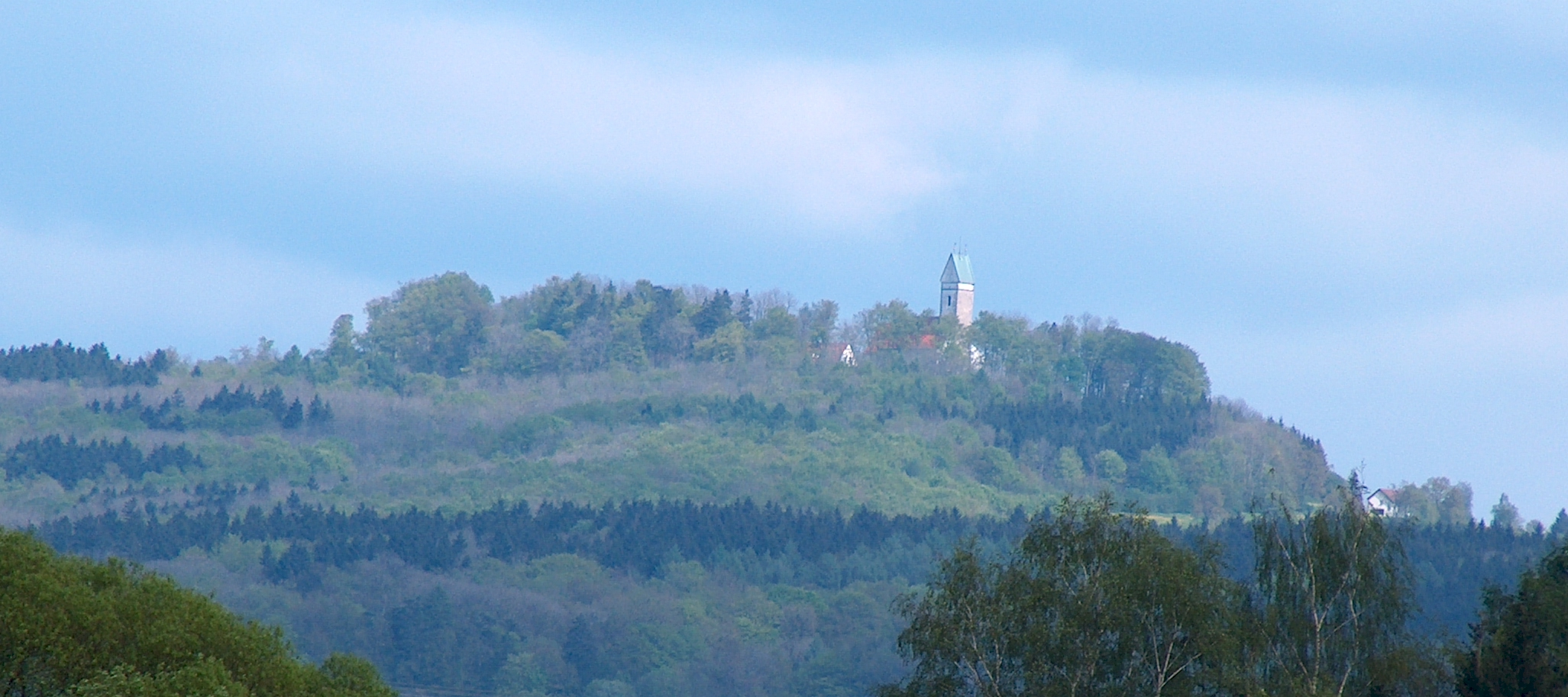
Auf dem Bussen wird die Sexualität der Kelten im Rahmen des Oberschwäbischen Keltenweges dargestellt

1. Station: Ursprung der Kelten – Frühkeltische Höhensiedlung auf dem Ennetacher Berg in Mengen-Ennetach ()
2. Station: Epochenwandel der Kelten – Frühkeltische Höhensiedlung auf dem Hochberg in Bad Saulgau-Bierstetten ()
3. Station: Religion der Kelten – Viereckschanze auf dem Schelmberg in Bad Saulgau–Bondorf ()
4. Station: Druiden der Kelten – Heilige Stätte oder Fluchtdepot im Bürnau-Vollacher Ried in Bad Buchau-Kappel ()
5. Station: Handel und Ernährung bei den Kelten – Keltische Fischfanganlage im Bruckgraben in Bad Buchau-Oggelshausen ()
6. Station: Sexualität bei den Kelten – Heiliger Berg Bussen bei Offingen ()
7. Station: Feier und Feiertage – Viereckschanze in Attenweiler-Aßmannshardt ()
8. Station: Viereckschanzen – Viereckschanze in Junkerghau bei Mittelbiberach ()
9. Station: Helvetische Einöde – Viereckschanze und Grabhügel in Scharben bei Unteressendorf ()
10. Station: Krieg bei den Kelten – Keltischer Ort und vermutete Fluchtburg hinter der evangelischen Kirche von Bad Waldsee ()
11. Station: Götter und Tiersymbolik der Kelten – Keltische Höhensiedlung in Eintürnenberg bei Bad Wurzach ()
12. Station: Opferkult der Kelten – Vermutliche Fluchtburg der Kelten auf dem Buchkapf in Aichstetten ()
13. Station: Schädelkult der Kelten – Große Viereckschanze in der Schanzstraße von Tannheim ()
14. Station: Ende der Kelten & Keltengold – Befestigte Anlage im Moosbachwald bei Kirchberg an der Iller und Grabhügel in den Riedwiesen ()